# 13-as busz (Kaposvár)
A kaposvári 13-as busz a Belváros, a Béke-Füredi lakótelep, Tüskevár, Cserimajor, Kecelhegy és Cser kapcsolatát látja el, majd visszatér a Belvárosba. A járat a 31-es busszal ellentétes irányba közlekedik. A buszvonalat a Kaposvári Közlekedési Zrt. üzemelteti.

## Útvonal
A táblázatban a Helyi autóbusz-állomásról induló irány látható.
| Útvonal                     |
| --------------------------- |
| Helyi autóbusz-állomás      |
| Berzsenyi utcai felüljáró   |
| Füredi csomópont            |
| Kanizsai út                 |
| Mátyás király utca, forduló |
| Kőrösi Csoma Sándor utca    |
| Kecelhegy                   |
| Cseri út                    |
| Berzsenyi utcai felüljáró   |
| Helyi autóbusz-állomás      |

## Megállóhelyek
A táblázatban a megállók a Helyi autóbusz-állomásról induló irány szerint (oda) vannak felsorolva.
| Megálló                     | Össz. km (oda) | Össz. idő (oda) | Átszállási lehetőség                                                        | A közelben található |
| --------------------------- | -------------- | --------------- | --------------------------------------------------------------------------- | --- |
| Helyi autóbusz-állomás      | 0              | 0               | 1, 3, 4, 5, 6, 7, 8, 8B, 8E, 8Y, 9, 10, 11, 11Y, 12, 14, 15, 18, 31, 81, 91 | Polgármesteri Hivatal, Járási Hivatal, Szivárvány Kultúrpalota, Corso Bevásárlóközpont, Retro Club, Somogy Áruház, Rippl-Rónai Múzeum, Somogy Megyei Levéltár, Somogy Megyei Önkormányzat, Távolsági autóbusz-állomás, Rendelőintézet, Szarvas Üzletház, Vasútállomás                                                                              |
| Berzsenyi utcai felüljáró   | 0,7            | 2               | 1, 3, 4, 5, 11, 11Y, 14, 15, 31 Corso Bevásárlóközpont: 12                  | Polgármesteri Hivatal, Járási Hivatal, Kapos Hotel, Nagyboldogasszony-székesegyház, Nagyboldogasszony Római Katolikus Gimnázium, Püspöki Palota, Somogyi Hírlap szerkesztősége, Széchenyi István Kereskedelmi és Vendéglátóipari Szakképző Iskola, Somogyi Sportmúzeum, Munkaügyi Központ ügyfélszolgálata, Corso Bevásárlóközpont, Kaposvár Plaza |
| Berzsenyi utca 30.          | 1,1            | 4               | 1, 11, 11Y, 31                                                              | TESCO, OBI, McDonald’s, Berzsenyi üzletház, Széchenyi István Kereskedelmi és Vendéglátóipari Szakképző Iskola |
| Füredi úti csomópont        | 1,6            | 7               | 1, 10, 11, 11Y, 20, 20A, 23, 27, 31, 91                                     | CBA Cent Bevásárlóközpont, Posta, Óvoda, TESCO |
| Városi Könyvtár             | 2              | 8               | 1, 20, 20A, 31                                                              | 48-as ifjúság úti könyvtár, Iskolafogászat, Óvoda, KE Gyakorló Általános Iskola és Gimnázium, TESCO, Városliget |
| Vasút köz                   | 2,6            | 9               | 1, 20, 20A, 31                                                              | Nyugati temető, Zita Gyermekotthon, II. Rákóczi Ferenc Általános Iskola |
| Hajnóczy utcai csomópont    | 3,2            | 10              | 1, 20, 20A, 31                                                              | Meistro Lovasklub |
| Mátyás király utca, forduló | 3,6            | 12              | 31                                                                          | Ezüsthárs Lakópark, ipari telephelyek, nagykereskedések |

A táblázatban a megállók a Mátyás király utcától induló irány szerint (vissza) vannak felsorolva.
| Megálló                     | Össz. km (vissza) | Össz. idő (vissza) | Átszállási lehetőség                                                        | A közelben található |
| --------------------------- | ----------------- | ------------------ | --------------------------------------------------------------------------- | --- |
| Mátyás király utca, forduló | 0                 | 0                  | 31                                                                          | Ezüsthárs Lakópark, ipari telephelyek, nagykereskedések |
| Kecelhegyalja utca          | 0,4               | 2                  | 31                                                                          | Cserimajor |
| Kőrösi Csoma Sándor utca    | 0,9               | 3                  | 31                                                                          | |
| Kecelhegyi iskola           | 2,5               | 5                  | 31                                                                          | Bárczi Gusztáv Óvoda, Általános Iskola és Speciális Szakiskola, Diákotthon, Módszertani Központ és Nevelési Tanácsadó; Kecelhegyi Nyugdíjasház; Kettőskereszt; Víztorony |
| Bethlen Gábor utca          | 3                 | 6                  | 31                                                                          | |
| Magyar Nobel-díjasok tere   | 3,7               | 8                  | 31                                                                          | |
| Eger utca                   | 3,9               | 9                  | 3, 31                                                                       | |
| Állatkórház                 | 4,3               | 10                 | 3, 31                                                                       | Állatkórház, Cseri park, Cser Vendéglő, Liget Időskorúak Otthona |
| Kölcsey utca                | 4,6               | 11                 | 3, 31                                                                       | Építőipari, Faipari Szakképző Iskola és Kollégium; Bene Ferenc Labdarúgó Akadémia; Focipálya |
| Tompa Mihály utca           | 4,9               | 12                 | 3, 31                                                                       | MÉH, MSZOSZ |
| Berzsenyi utcai felüljáró   | 6                 | 15                 | 1, 3, 4, 5, 11, 11Y, 14, 15, 31 Corso Bevásárlóközpont: 12                  | Polgármesteri Hivatal, Járási Hivatal, Kapos Hotel, Nagyboldogasszony-székesegyház, Nagyboldogasszony Római Katolikus Gimnázium, Püspöki Palota, Somogyi Hírlap szerkesztősége, Széchenyi István Kereskedelmi és Vendéglátóipari Szakképző Iskola, Somogyi Sportmúzeum, Munkaügyi Központ ügyfélszolgálata, Corso Bevásárlóközpont, Kaposvár Plaza |
| Helyi autóbusz-állomás      | 6,7               | 17                 | 1, 3, 4, 5, 6, 7, 8, 8B, 8E, 8Y, 9, 10, 11, 11Y, 12, 14, 15, 18, 31, 81, 91 | Polgármesteri Hivatal, Járási Hivatal, Szivárvány Kultúrpalota, Corso Bevásárlóközpont, Retro Club, Somogy Áruház, Rippl-Rónai Múzeum, Somogy Megyei Levéltár, Somogy Megyei Önkormányzat, Távolsági autóbusz-állomás, Rendelőintézet, Szarvas Üzletház, Vasútállomás                                                                              |

## Menetrend
- Aktuális menetrend Archiválva 2013. november 14-i dátummal a Wayback Machine-ben
- Útvonaltervező[halott link]